# Fernando Cortés
Fernando Cortés Rodríguez (San Juan, Puerto Rico; 4 de octubre de 1909–Ciudad de México, 28 de abril de 1979), conocido como Fernando «Papi» Cortés, fue un actor, guionista y director de cine puertorriqueño. 

## Filmografía parcial
- La marca del muerto (1961)
- Cómicos y canciones (1960)
- Las cariñosas (1953)
- Mis tres viudas alegres (1953),  dirección y guion.
- Maleficio (episodio mexicano) (1953) (Argentina)
- Amanecer a la vida (1950) (Venezuela)
- Las tandas del principal (1949) .... Serafín
- El colmillo de Buda (1949)
- Hoy cumple años mamá (1948) (Argentina)
- Mujer contra mujer (1946)
- El amor las vuelve locas (1946)
- El que murió de amor (1945) .... Dr. Aldama Jr.
- Un corazón burlado (1945) .... Jorge
- La pícara Susana (1945)
- La hija del regimiento (1944) .... Basilio
- Amores de ayer (1944)
- La corte de Faraón (1944) .... Putifar
- La guerra de los pasteles (1944)
- El globo de Cantoya (1943)
- Internado para señoritas (1943)
- Cinco fueron escogidos (1943)
- Yo bailé con Don Porfirio (1942)
- Unidos por el eje (1942)
- Las cinco noches de Adán (1942)
- Cinco minutos de amor (1941)
- La liga de las canciones (1941)
- Usted tiene ojos de mujer fatal (1939)
- El amor gitano (1936)
- Incertidumbre (1936)
- Doña Francisquita (1934)
- Flor de España o La historia de un torero (1925)